# 심리적 계약
심리적 계약(Psychological Contract)이란 조직과, 조직 구성원들 사이의 상호교환에 대한 암묵적인 의무와 기대들의 집합을 의미한다.

## 정의
심리적 계약에서 계약 당사자들은 상대방과의 교환을 통해 자신이 어떠한 의무를 지고, 그에 따른 대가로 어떠한 것을 받을 권리가 있다고 믿는다. 이러한 심리적 계약이 형성되기 위해서는 계약 당사자들 사이의 상호 기대감 내지 상호 의무감에 대한 조직 및 조직 구성원들 사이의 합의가 전제되어야 하며, 이러한 합의는 법적계약과 같이 명시적이기 보다 개인이 지각한 약속이나, 합의(Perceived promise & agreement)에 근거한 암묵적 형태를 띤다.
1. Argyris(1960)는 종업원과 감독자와의 관계를 심리적 근로계약(psychological work contract)이라는 개념을 통해 심리적 계약 이론을 산업/조직심리분야에 최초로 적용하였다. 하지만 Argyris(1960)의 심리적 계약은 생산량에 대한 감독자와 종업원간의 암묵적 동의만을 다루고 있다는 점에서 한계점이 존재했다.
2. Levinson(1962)는 조직과 종업원의 원만한 관계를 유지하기 위해서는 조직과 종업원이 상호간의 기대를 충족시킬 필요가 있음을 강조하면서 상호호혜의 개념을 심리적 계약에 처음 소개시켰다. 또한 종업원이 조직에 대한 자신의 기대감을 표현했을 때 조직은 이를 충족시킬 의무의 개념을 강조했다.
3. Schein(1980)은 심리적 계약을 조직으로부터 자신이 제공받아야 할 것, 그리고 자신이 조직에 제공해 주어야 할 것에 대한 종업원의 기대와 조직이 종업원에게 제공해 주어야 할 것, 그리고 조직이 종업원으로부터 제공받아야 할 것에 대한 조직의 기대가 서로 일치하는 정도로 정의하여 그 개념을 구체화하였다.[2]
4. Rousseau(1990)은 조직과 직원의 상호작용 상황에서 조직 구성원간 상호관계의 책임과 의무의 인식과 신념계통으로 심리적 계약을 정의했다. 이러한 Rousseau(1990)의 정의는 심리적 계약에 있어 단순한 기대감 보다 의무감을 강조한 점과, 상호의무에 대한 종업원의 일방적 믿음을 강조한 점에서 다른 학자들의 정의와는 차이가 있다.
5. Robinson(1994)은 심리적 계약의 위반을 조직이 심리적 계약으로 약속했던 정도와 이행한 정도간의 차이에 대한 조직 구성원들의 지각으로 설명하며, 심리적 계약 위반에 대한 개념을 구체화시켰다.[3]

## 역사
전통적 사회계약론에서 출발한 심리적 계약의 개념이 조직 심리학 분야에서 처음 등장하기 시작 한 것은 Argyris(1960)가 종업원과 감독자의 관계를 심리적 근로계약(Psychological work contract)이라는 개념을 도입해 설명하면서부터이다. 그 후 Levinson과 Solley(1962), Schein(1965)등과 같은 학자들은 조직과 종업원의 원만한 관계를 유지하기 위해서는 조직과 종업원이 서로 상대의 기대를 충족시킬 필요가 있음을 강조하며, 상호 호혜법칙의 개념을 심리적 계약에 도입시켰으며, Rousseau(1990)에 의해 개인적 차원과 조직 구성원의 시각에서 주관적으로 정의되는 상호 의무에 대한 믿음으로 그 개념이 조금씩 구체화되기 시작했다. 이러한 배경에서 시작된 심리적 계약의 실무적 차원에서의 논의는 오늘날 현재까지 계속되고 있다.

## 형성
심리적 계약은 조직 구성원이 조직을 위한 자신에 기여에 대해 조직이 보답해야 할 의무를 갖고 있다고 지각하는 순간부터 형성된다.
심리적 계약은 기여(Contribution)와 유인(Inducement)이라는 두 가지 개념에 근거하며, 조직 구성원이 조직에 기여하는 대가로 조직은 구성원에게 다양한 유인요인을 제공하는 형태로 형성된다. 실무적 차원에서의 심리적 계약은 다음과 같은 형태로 형성 될 수 있다.
이러한 조직과 조직 구성원 간의 심리적 계약이 지속적으로 유지되기 위해서는 2가지 조건이 요구되는데, 첫째, 조직으로부터 무엇을 제공하고 받을 것인가에 대한 조직 구성원의 기대와, 조직의 기대가 서로 일치해야 하며, 둘째, 교환의 매개체에 대한 조직과 조직 구성원 사이의 동의가 이루어져야 한다. Schein(1980)은 교환의 매개체로 금전의 제공, 자기개발의 기회 제공, 조직 구성원의 사회적 욕구 내지 안정의 욕구 충족 등을 예로 들고 있으며, 심리적 계약의 형성 및 유지를 위해선 이에 대한 조직 구성원의 동의가 필요하다고 보았다.

## 유형
심리적 계약의 유형 개념은 MacNeil(1985)에 의해 처음 도입되었다. MacNeil은 Blau(1964)의 경제적 교환과, 사회적 교환의 개념을 빌려 심리적 계약의 유형을 그 특성에 따라 거래적계약과 관계적 계약으로 분류하였다. 이후 심리적 계약의 유형은 Rousseau(1990)의 MBA 졸업생들을 대상으로 진행한 요인분석을 통해 경험적인 검증이 진행되어 현재의 개념이 자리 잡게 되었다. 거래적 계약과 관계적 계약의 유형은 다음과 같이 분석 될 수 있다.

### 거래적 계약
거래적 계약은 조직과 개인이 주로 물질적인 의무를 상호 교환하는 계약의 형태이다. 거래적 계약에 따르면 조직 구성원은 업무 생산성의 향상, 회사 이윤의 극대화, 업무목표 달성 등의 형태로 조직에 기여해야 할 의무가 있으며, 이에 따라 조직은 조직구성원에게 급여와 보너스, 안전한 작업환경 및 복지에 대한 지원 등의 대가를 제공할 의무를 갖는다.
거래적 계약은 그 내용이 구체적이고 한정적이며, 의무의 이행에 대한 판단 또한 비교적 명확하다. 또한 계약기간이 상대적으로 짧으며, 이에 따라 협상 등을 통해 계약 조건이 바뀔 수 있는 여지가 많다. 이러한 거래적 계약의 당사자들은 그들의 계약관계에 있어 감정적 의미를 크게 부여하지 않기 때문에, 계약의 수정이나 종료에 따른 심리적 영향을 적게 받는다. 또한 계약 당사자들은 상대방에 대한 관여수준에 있어서도 낮은 관심을 보이며, 서로의 의무와 대가에만 집중하는 타산적인 모습을 보인다.

### 관계적 계약
관계적 계약은 개인과 조직이 심리적인 의무를 서로 교환하는 것을 중시하는 계약의 형태이다. 관계적 계약에 따르면 조직이 조직 구성원에게 개인의 발전기회를 제공하고, 실무자의 의견을 적극 수용하며, 업무 권한을 위임하는 등의 의무를 이행하면, 개인은 이에 대한 대가로 애사심 및 충성심을 높이고, 사규를 준수하는 등의 의무를 이행한다.
관계적 계약은 거래적 계약과는 달리 계약기간이 보다 장기적이고, 교환 내용 또한 지속적인 관계를 통해서만 확인이 가능한 사회 심리적 요소(Socioemotional Element)들을 포함하고 있다. 또한 관계적 계약에서의 계약 당사자들은 개인이 자신의 의무뿐만 아니라 역할 외 행동(Extra-role Behavior)을 자발적으로 발휘하고, 조직이 개인의 현재뿐만 아니라 미래에 대해서도 관심을 갖는 등의 정서적 관여의 모습을 보인다. 이러한 관계적 계약의 내용은 조직과 조직구성원이 처해있는 상황이 변하고, 계약 당사자들의 상호작용이 지속됨에 따라 계속해서 수정되고, 보다 구체화된다.

### 유형에 관한 추가적 논의
Macneil(1985)가 제시한 형태의 심리적 계약의 유형 분류 이외에도 심리적 계약에 대한 다양한 형태의 분류가 제시되고 있으며, 그에 대한 논의가 지속적으로 이루어지고 있다. 가장 대표적인 분류는 안정적 계약과, 발전적 계약의 형태인데, 이는 심리적 계약의 형성 의도 및 지향점과, 상호 간 이행하는 의무의 성격에 따른 분류이며, 현재에도 논의가 지속되고 있다.

#### 안정적 계약
안정적 계약은 조직에서 물질적인 의무의 이행을, 개인은 심리적인 의무의 이행을 중시하는 계약의 형태이다. 안정적 계약에 따르면 조직이 구성원들에게 급여와, 보너스를 제공하고, 조직 구성원들의 복지에 대한 지원 의무 등을 이행하면, 개인은 이에 대한 대가로 애사심과, 충성심을 높이고 구성원 간 협동하며, 사규를 준수하는 등의 조직에 긍정적인 행동을 보인다.
안정적 계약에 따르면 조직이 물질적인 의무를 이행하는 것은 개인의 요구 중 안전요구를 충족시켜 주는 것이라고 볼 수 있고 개인이 심리적인 의무를 이행하는 것은 조직의 안정을 유지하는데 기여하는 것으로 이해할 수 있다. 조직 및 조직 구성원의 안전이 충족되지 않을 경우에는 조직 구성원 사이에 불신 등의 부정적 영향이 발생하며, 이는 조직의 쇠퇴로 이어진다. 따라서, 조직은 물질적인 의무를 통해 조직 구성원의 안전요구를 충족시키려 하는 모습을 보이며, 조직 구성원 또한 그에 대한 대가로 조직의 안전을 충족 시킬 수 있는 심리적인 의무를 이행하려는 모습을 보이게 된다.

#### 발전적 계약
발전적 계약은 안정적 계약과는 반대로 조직에서 심리적인 의무를, 개인은 물질적인 의무의 이행을 중시하는 계약의 형태이다. 발전적 계약에 따르면 조직은 개인에게 자기개발의 기회를 제공하고 업무권한 위임 및 자율성을 제공하면, 개인은 이에 대한 대가로 회사의 이윤을 극대화하고 업무목표를 달성하는데 최선을 다한다.
발전적 계약에서는 조직이 심리적인 의무를 이행하는 것이 개인의 요구 중 상위요구를 충족시키는 기능을 한다고 본다. 기존의 여러 요구이론들(Maslow, 1943; Herzberg, 1959)등에 따르면 성취, 도전, 자기개발 등의 욕구들은 곧 개인의 성장과 발전에 영향을 주는 요인으로 작용하기 때문에, 조직이 심리적이고 사회적인 의무를 이행하는 것이 곧 개인의 성장 욕구를 충족시키는 기능을 한다고 볼 수 있다. 반대로 개인의 물질적인 의무 또한 조직의 성과 향상을 통한 이윤의 창출 및 기업의 발전에 기여하기 때문에 기업의 성장 욕구를 충족하는 기능을 한다고 이해 할 수 있다. 그러므로 조직의 심리적인 의무와, 개인의 물질적인 의무의 교환이 이루어지는 발전적 계약은 상호 발전을 지향하고 있다고 볼 수 있다.

## 심리적 계약의 영향

### 조직몰입
- 조직몰입은 조직에 대한 구성원의 정서적 반응으로서, 조직 구성원이 자신이 속한 조직에 대해 일체감을 갖고 몰두하는 정도를 의미한다.[11]
- 조직몰입은 그 유형에 따라 조직에 대한 긍정적인 경험으로부터 비롯하여 조직에 노력과 충성을 기꺼이 바치려고 형태의 정서적 몰입과, 계산적이고 교환적인 형태의 유지적 몰입, 조직에 대한 의무감과 책임감에서 비롯한 규범적 몰입으로 나뉜다.[12]
- 심리적 계약은 상호 호혜성을 띄고 있어 상대로부터 편익을 제공받았을 때, 개인은 어떠한 방식으로라도 그 호의를 돌려주어야 하는 의무성을 갖는다. 이러한 의무감은 신뢰를 기반으로 하여 계약 당사자들 사이의 관계적 결속을 형성하게 되는데, 이러한 개념은 조직 몰입으로까지 연결되어 설명 될 수 있다. 예를 들어 조직이 조직 구성원의 지식이나 기술을 충분히 발휘 할 수 있는 환경을 제공하여 조직 구성원의 기대를 만족시켜 줄 경우, 조직 구성원은 해당 조직에 몰입하는 모습을 보인다. 조직 구성원은 특정 욕구와, 지식, 기술 등 업무와 관련한 능력을 동시에 가지고 있기 때문에 자신이 가진 능력에 대한 대가를 조직에게 기대하게 되며, 이러한 기대가 충족되었을 때에만 조직에 몰입하는 모습을 보이게 된다.[13]
- 긍정적으로 작동하는 심리적 계약 속에서 조직에 대한 조직 구성원의 몰입도는 시간이 지남에 따라 높아지는 모습을 보이며, 궁극적으로는 사회 교환 관계의 발전을 이끌어낸다.[14] 반대로 고용안정성 보장과 같은 조직으로부터 마땅히 제공받아야할 보상을 제공받지 못하는 등 조직 구성원이 심리적 계약 위반을 인지했을 경우, 개인의 조직 몰입도는 낮아지게 된다.[15]

### 조직신뢰
- 조직신뢰란 조직과 구성원간의 객관적 고용관계상의 신뢰로서 구성원들에게 조직이 유익하거나 적어도 해롭지 않은 행동을 수행할 것이라는 구성원들의 조직에 대한 전체적인 평가와 확신으로 정의된다.[16]
- 조직 신뢰는 Cook & Wall(1980)[17]에 의해 수직적 신뢰와, 수평적 신뢰, 제도적 신뢰로 구분되었다. 여기서 말하는 수직적 신뢰는 상사와 부하와 같은 형태의 조직 구성원 간 신뢰를 말하며, 수평적 동료와 같은 수평적 관계의 조직 구성원 간 신뢰를, 제도적 신뢰는 조직의 CEO 혹은 조직과 조직 간의 관계에서 나타나는 신뢰를 의미한다.
- 조직신뢰는 이후 Eisenberger(1986)[18]에 의해 조직이 조직 구성원의 기여에 대하여 부여하는 가치와, 그들의 복지에 대한 관심의 정도와 관련해 조직 구성원들이 형성하는 일반적인 지각으로 그 개념이 구체화되었으며, 최근에 이르러도 조직성과에 영향을 미치며, 조직 구성원의 자발성과, 만족도와 관련한다는 점에서 그 중요성이 강조되고 있다.
- 조직 신뢰의 감소는 조직 내 커뮤니케이션의 양과 질을 감소시키고, 협력을 줄이며 지속적인 신뢰의 추가 감소를 야기한다.[19] 또한 조직 신뢰의 감소는 효율적인 문제해결을 어렵게 하고, 기업의 성과를 달성하는데 있어 저해요소가 된다.[20]
- 조직과 조직 구성원 사이의 심리적 계약이 정상적이고, 지속적으로 작용하게 되면 조직 구성원의 조직 신뢰는 시간이 지남에 따라 점점 더 증가하고, 안정적인 모습을 보이게 된다. 반면에 조직 구성원들이 심리적 계약 위반을 지각하게 되면, 조직 구성원들은 조직의 상호 호혜성 원칙에 입각한 관계를 유지하려는 동기와 의도가 변질되었고, 향후 조직이 보여줄 행동을 기대 할 수 없다고 판단하게 되며, 그에 따라 조직에 대한 신뢰는 감소하게 된다.[21] Robinson & Rousseau(1994)는 조직 구성원이 조직에 대한 심리적 계약 위반 정도를 크게 인식할수록, 조직에 대한 신뢰가 더 크게 감소한다는 사실을 요인분석을 통해 검증하였으며[22], 이후 Millward(1998)은 조직 구성원의 조직 신뢰에 영향을 끼치는 요소들에 있어 심리적 계약의 관계적 측면이 많은 부분을 차지하고 있다는 사실을 밝혀냈다.[23]

### 조직충성심
- 조직충성심이란 조직에 대해 정서적 애착을 갖고 헌신하려는 조직구성원의 열정과 내적인 동기가 행동으로 표출된 것으로, 최근 기업의 인사관리에서 가장 관심을 보이는 변인 중 하나로, 그 개념은 기본적으로 조직에 대한 신뢰로부터 출발한다.[24]
- 조직 충성심을 예측하는 구체적 변인으로는 조직의 비전과 전략, 보상, 공정성 및 신뢰 등의 조직 문화적 요인과, 원활한 정보 공유와 관련된 커뮤니케이션적 요인, 그리고 리더십을 포함하는 개인적 요인 등 다양한 요인들이 존재한다.[25]
- 심리적 계약에서의 조직 충성심은 위의 변인들을 포괄하는 개념으로 설명이 가능한데, 조직구성원이 심리적 계약의 준수, 이행 정도를 인식하는 정도에 따라 개인의 조직 충성심이 변화하는 것을 알 수 있다. 조직 충성심은 조직구성원과 조직 사이의 심리적 계약에 따른 의무가 잘 이행되었다고 인식 될수록 높아지며, 반대로 심리적 계약이 위반되었다고 느낄 때에는 개인의 조직 충성심이 낮아지는 것으로 나타났다. 즉, 심리적 계약의 이행 정도와 조직 충성심은 양(+)의 상관 관계를 가지며, 심리적 계약 위반의 정도와 조직 충성심 사이에는 음(-)의 상관 관계가 존재한다고 볼 수 있다.

### 조직후원인식
- 상호성의 규범(Gouldner, 1960)[26]에서 비롯되어 제시된 조직 후원인식은 조직 구성원의 조직에 대한 몰입 정도를 설명하는 몰입과는 반대로, 조직이 조직 구성원에게 몰입하는 정도에 따른 조직 구성원의 지각을 의미한다. 조직후원인식은 조직이 조직 구성원의 노력을 중요하게 여기며, 조직 구성원의 복지향상을 위하여 노력하고 있다는 것에 대해 조직 구성원이 형성하게 되는 전반적인 지각을 뜻하며, 조직 구성원의 노력이 정당하게 평가되고 있는지를 결정하고, 조직 구성원의 인정, 소속, 자존 등의 욕구를 충족시키기 위하여 요구된다. 이러한 조직후원인식은 조직 몰입과 함께 조직 내에서 조직 구성원들이 조직의 정책 및 제도에 대한 지각을 통해 형성할 수 있는 중요한 태도이며, 조직 구성원들에게 조직이 책임 있는 교환관계의 당사자임을 확인시키는 역할을 하게 된다.
- 정상적으로 작동하는 심리적 계약에서는 조직이 조직 구성원들에게 대우와, 정책, 절차의 준수 등을 약속하게 되고, 이를 통해 조직 구성원들은 개인에 대한 조직적 보살핌에 대해 지각함에 따라 조직후원인식이 증가하는 양의 상관관계를 보이게 된다.[27] 반면에 조직 구성원이 이러한 심리적 계약이 위반되었다고 지각하게 되면 조직후원에 대한 지각 또한 낮아지는 음의 상관관계를 나타낸다.[28] Eisenberger(1986)[29]은 리더-멤버교환관계와 관한 연구를 통해 조직후원인식은 조직에서 직무 수행과 관련하여 조직 구성원이 받게 되는 임의의 보상과 관련되어있다는 것을 밝혀내었으며, 이후의 실증연구 측면에서도 조직의 조직 구성원에 대한 지원 정도가 조직후원인식에 주요한 영향을 끼친다는 사실이 확인되었다.[30]

## 심리적 계약의 위반

### 심리적 계약 위반의 정의
- 심리적 계약이 지속적이고, 정상적으로 작동하기 위해선 계약 당시 약속되었던 유인과, 실제로 이뤄진 유인 사이의 격차가 없어야 한다. 하지만 기술의 급진적 발전, 수요자의 욕구 증대, 경쟁의 극대화 등과 같은 기업환경의 변화에 따라 조직과 조직 구성원 사이의 약속들이 지켜지지 못하는 상황은 빈번히 발생한다. 이러한 상황은 조직구성원들의 계약에 대한 믿음과, 현실 사이의 차이를 유발하며, 조직 구성원들은 이를 마음속으로 느끼게 된다. 이렇게 조직과 조직 구성원 사이의 계약에 대한 조직 구성원의 믿음과, 현실과의 차이를 조직구성원들이 지각하는 일련의 과정을 심리적 계약의 위반이라고 정의한다.
- 조직 구성원들의 심리적 계약 위반에 대한 인식은 상호 의무에 대한 기대의 차이로부터 시작한다. 즉, 조직이 조직 구성원과의 약속을 다른 방향으로 수행하거나, 이행하지 않았을 때, 조직과 조직 구성원이 약속의 내용을 각자 다르게 이해할 때 이러한 불일치가 발생하며, 심리적 계약의 위반이 발생 할 수 있다.
- 심리적 계약의 위반은 불확실한 상황에 대한 조직 구성원의 경계로 인해, 불확실한 상황이 많아질수록 조직 구성원의 심리적 계약에 위반에 대한 인식이 증가한다. 특히, 조직의 변화가 빈번하며, 조직 구성원의 교체가 용이할 경우 조직 구성원의 불안감은 증가하며, 그에 따른 심리적 계약 위반에 대한 인식 또한 증가하게 된다.

### 공정성 평가에 따른 심리적 계약 위반 인식
- 심리적 계약 위반에 대한 지각의 결과는 공정성 판단을 거쳐 조직에 반하는 위반행동의 모습으로 나타나게 된다. 아래의 그래프는 조직의 조직 구성원에 대한 대우가 공정한지 여부에 따라 위반인식이 어떻게 위반행동으로 이루어지는 지를 보여준다. 그래프를 보면 조직 공정성이 낮다고 인식하는 그래프(b)에서, 조직 공정성이 높게 평가 된 그래프(a)보다 상대적으로 심리적 계약 위반에 대한 원인을 조직의 불이행에서 더 많이 찾고 있음을 확인 할 수 있다. 즉 조직 공정성이 낮다고 여겨질 때, 조직의 불이행을 탓하는 정도가 높을수록, 심리적 계약 위반에 대한 지각이 클수록 더 많은 위반행동을 유발한다.

### 심리적 계약 위반이 미치는 부정적 영향
- 계약당시의 약속과 조직의 실제 이행정도의 차이로 인해 발생하는 심리적 계약의 위반은 조직 구성원들의 정서적, 인지적, 행동적 반응에 있어 영향을 주게 되며, 이러한 영향은 주로 직무 불만족, 근무의욕의 감소, 이직의도의 증가와 같은 부정적인 결과로 나타난다.

#### 동기부여
- 조직에서 구성원의 동기부여는 조직의 목표달성이라는 방향성을 가지고 구성원에게 맡은 임무를 지속적이고 자율적이며 열심히 수행하도록 유도하는 과정을 말한다.[31]
- 동기부여는 개인의 능력과 함께 업무성과를 설명하는 중요한 독립변수로 간주되어 왔으며, 조직 관리 차원에서 무엇이 조직 구성원에게 동기를 부여하는데 영향을 미칠 수 있는지에 대한 내용적, 과정적 차원에서의 다양한 이론이 제시되어 왔다.[32][33] 이러한 동기부여 이론의 경우 동기부여 요소를 조직이 조직 구성원에게 제공하는 유인으로, 동기부여를 조직 구성원의 조직에 대한 기여로 볼 수 있다는 점과, 조직 구성원이 부여된 목표를 달성할 때에 조직이 그에 따른 보상을 지급할 것이라는 주관적 믿음에 따라 노력의 정도가 결정된다고 본 다는 점에서 심리적 계약과 연관지어 설명 할 수 있다.
- 동기부여 이론에 따르면 구성원이 심리적 계약위반을 지각하고 느낀다는 것은 욕구가 덜 충족되거나 조직의 보상에 대한 약속이 실현될 가능성이 낮다고 보는 것이기 때문에 동기부여에 부정적인 영향을 미친다. 이는 심리적 계약위반과 동기부여의 관계에 대한 기존의 실증 연구들을 통해 그 사실이 검증되었으며[34], 심리적 계약 위반과, 동기부여 사이에 심리적 계약 위반이 증가할수록 개인의 동기부여가 감소하는 음(-)의 상관 관계가 존재한다라는 사실이 확인되었다.

#### 직무만족
- 직무만족이란 한 개인의 직무나 직무 경험 평가 시에 발생하는 유쾌하고 긍정적인 정서 상태를 의미하며, 직무 환경에 대한 만족의 정도를 나타낸다.
- 이러한 직무 만족은 조직 구성원의 성과나 태도 및 행동에 중요한 영향을 미치며, 궁극적으로 조직 구성원의 조직 목표 달성과 직결된다.[35]
- Robinson과 Rousseau (1994) 연구결과[36]에 의하면 조직 구성원들이 심리적 계약이 조직에 의해서 이행되지 못했다고 지각할 때 직무에 대한 만족감이 낮아지는 것으로 나타나는 음의 상관관계를 형성하는 것으로 나타났다. 즉, 조직이 심리적 계약을 통해 이행해야 하는 항목들은 조직 구성원의 직무 만족감을 결정짓는 요인으로 간주되며, 심리적 계약의 위반을 인지한 조직 구성원은 자신이 한 일에 대한 대가에 상응하는 보상을 받지 못한 것에 대하여 조직에 분노를 느끼게 되고, 이는 직무에 대한 불만족으로 이어진다.
- 심리적 계약의 위반이 조직 구성원에게 큰 배신감으로 다가오는 이유는 심리적 계약을 통해 형성된 조직의 의무가 조직 구성원의 단순한 기대감이 아니라, 조직과 조직 구성원 상호간의 합의를 통해진 권리이기 때문이다. 따라서 조직 구성원이 심리적 계약의 위반을 인지하게 될 경우, 자신의 권리를 침해당했다고 여기게 되며, 조직에 대한 분노와, 직무에 대한 불만족을 느끼게 된다.[37]
- 조직구성원이 직무에 불만족하게 되면 조직과 종업원 사이에는 조직에 악영향을 끼치는 행동들이 나타게 되며, 이는 조직 구성원의 불평과 불만, 조직에 대한 보복, 외부 지원의 모색과 계약의 파기 등 다양한 형태로 나타나게 된다.

#### 이직의도
- 이직이란 조직에서 일정 형태의 보상을 받는 조직 구성원이 자의로 조직에서 구성원으로서의 역할을 포기하는 것을 말하며, 조직에 시간, 비용의 낭비와 조직 통합도 저해, 사기저하 등의 부정적 영향을 미친다.[38]
- 이직의 형태는 그 의도에 따라 자발적 이직과, 비자발적 이직으로 구분 할 수 있는데 자발적 이직은 말 그대로 구성원이 스스로 행사한 의사결정에 따른 이직이며, 대체적으로 조직에 만족하지 못하거나, 더 나은 기회를 탐색하기 위해 이루어진다. 반면에 비자발적 이직은 구성원의 의지와 관계없이 조직의 일방적인 통보로 인해 강제되는 이직을 의미하며, 조직 구성원의 무능력, 규칙위반, 불황 등 다양한 이유를 통해 행해진다.
- 심리적 계약 위반인식으로 인한 이직의 형태는 자발적 이직에 한하여 이루어진다. 이직 의도는 직무 불만족의 결과 중 하나의 형태로 나타나는데, 직무불만족과 마찬가지로 심리적 계약 위반으로 인한 부정적 결과로 볼 수 있다. 조직 구성원이 심리적 계약 위반을 인식하게 되면, 이직비용과 탐색의 기대효용 평가를 진행한다. 여기서 탐색의 기대효용이란 어떠한 결과가 발생할지 확실히 알 수 없는 상황에서 기대할 수 있는 결과를 뜻하며, 이직을 통해 개인이 얻을 수 있는 효과를 의미한다. 조직 구성원은 이러한 탐색 과정에서 지속적인 비교를 진행하며, 탐색의 기대효용이 이직비용보다 높다고 판단 될 시, 이직을 행하려는 의도를 보이게 된다.[39]

## 심리적 계약의 강화
- 조직과 조직 구성원 사이에 정상적으로 작용하는 심리적 계약은 호혜의 원칙에 따라 조직 구성원들의 직무 만족 및 조직 신뢰를 향상시키고, 조직몰입의 증가를 통한 조직의 성과를 높이는 등 다양한 긍정적인 결과를 가져온다. 따라서 조직은 이러한 긍정적 효과의 증대를 위해 거래적, 관계적 측면에서 조직 구성원의 마음을 움직일 수 있는 요인이 무엇인지 고민해야하며, 이를 통해 조직과 조직 구성원 사이의 심리적 계약을 강화하기 위해 노력해야 한다.
- 조직과 조직 구성원 사이의 심리적 계약을 강화하기 위한 방법의 핵심은 눈에 보이지 않는 요소들이 조직 충성심 및 조직몰입을 이끌어내는데 커다란 영향을 끼친다는 사실을 인지하는 것이다. 따라서 조직이 이러한 관계적 계약 측면의 중요성을 인지하고, 조직 구성원들이 조직으로부터 존중을 받는다고 지각 할 때 비로소 심리적 계약이 원활하게 유지 될 수 있으며, 더 나아가 강화 될 수 있다.

### 심리적 계약 강화를 위한 구체적 방안
1. 조직 구성원의 복지 향상: 현대사회로 접어들며 조직 구성원들은 점차 개인의 삶과 가치에 대해 더욱 많은 관심을 갖기 시작했다. 이러한 흐름에 따라 조직은 조직 구성원을 더 이상 조직성과 달성을 위한 도구적 수단으로 여겨서는 안 되며, 관계적 계약 측면에서의 계약 강화를 위해 다양한 가족 친화적 제도, 복리후생 등을 통한 조직 구성원의 복지에 더 많은 관심을 기울여야 한다.
2. 경력 개발 기회 제공: 조직에서 제공하는 경력개발 프로그램은 조직성과 향상이라는 조직의 욕구와, 개인의 능력개발이라는 개인의 욕구 둘 모두를 반영하고 있다는 점에서 그 가치가 높다. 조직은 이러한 조직 구성원의 경력을 개발 할 수 있는 다양한 기회를 제공함으로써, 조직 구성원에게 지속적인 학습기회를 제공하고, 조직 성과와 개인의 가치를 동시에 향상시키는 상호 발전을 통해 심리적 계약을 강화 할 수 있다.
3. 조직 가치에 대한 인식 제고: 조직구성원들이 속해있는 조직에 대한 가치를 제고하는 것 또한 심리적 계약의 원활한 유지 및 강화를 위한 방법이 된다. 조직이 조직구성원에게 다소 엄격한 잣대를 통해 업무상 책임을 지우더라도, 조직 구성원들을 끌어들일만한 특유의 조직문화와, 가치가 존재한다면 조직과 조직 구성원 사이의 심리적 계약은 유지된다. 조직은 조직구성원에게 경영철학, 업무환경, 조직문화 등 조직의 가치에 대한 인식을 제고시켜 조직 몰입을 높이도록 하는 방식을 통해 심리적 계약을 강화할 수 있다.
4. 긍정적인 업무환경 및 분위기 조성: 때로는 급여와 같은 물질적인 보상보다 조직 구성원들에게 직장과 동료들에게서 함께 일하는 즐거움을 제공하는 것이 더 큰 효과를 발휘한다. 바람직한 업무분위기 및 업무환경 조성은 조직 구성원으로 하여금 직무만족, 조직몰입의 상승 등의 긍정적인 효과를 가져오며, 조직과의 심리적 계약을 강화하도록 하는 계기가 된다.

## 관련 개념

### 호혜성
- 호혜성에 대한 사회적 관심은 프랑스 사회학자 Mauss(1925)[40]가 그의 저서 The Gift를 통해 선물은 계산적이며, 힘의 사용에 의해 제재되는 것으로 본 것으로부터 비롯되었다. 사회 심리학에서의 호혜성은 타인의 행동에 대한 개인의 교환의식과, 그에 따른 긍정적 반응들을 일컬으며, 상대방으로부터 편익을 받았을 때 이에 대한 보답을 할 의무를 갖도록 하는 관계를 의미한다.
- 호혜성의 개념은 관계를 맺고 있는 양 당사자 간의 교환을 전제로 하며, 이러한 호혜성에 입각한 개인은 교환에 있어 치러야 하는 대가에 비해 자신이 받을 수 있는 보상이 더 크다고 판단 될 경우에 이러한 교환관계를 지속하고자 하고, 그렇지 않은 경우 관계를 종결하고자 하는 모습을 보인다.
- 심리적 계약에서의 호혜성은 Argyris(1960)가 심리적 계약을 상호 호혜적 의무에 대한 기대감으로 정의한 것으로부터 비롯되었으며, 이후 Rousseau, Morrison 등을 통해 그 개념이 확인, 구체화되었다.

### 조직 공정성
- 조직 공정성에 관한 논의는 미국의 심리학자 Adams[41]의 공정성 이론에서 기원한다. 공정성 이론에 따르면 조직 구성원의 업무동기와 적극성은 자신의 절대적 보수보다 상대적인 보수에 더 많은 영향을 받는다. 이에 따라 조직 구성원은 자신의 기여도와 보수의 정도를 타인과 비교하여, 그 비교치가 동등 할 때에 공정함을 느끼며 적극성이 상승하고, 그렇지 않을 때에는 불평과, 분노가 생겨 반 조직적인 행동을 하는 모습을 보인다. * 조직 공정성에 관하여 처음으로 체계적으로 연구한 Homans(1961)는 그의 저서 사회적 행동(Social Behavior)[42]을 통해 “사회 안에 존재하는 모든 개인은 교환관계(Exchange relationship)를 형성하게 되며, 이러한 교환관계 속에서 자신이 투입한 만큼의 보상을 얻게 될 때 공정성을 느낀다.”고 하여 조직 공정성의 개념을 구체화 시켰다. 조직 공정성은 구성원의 지각 정도에 따라 분배 공정성과, 절차 공정성, 상호작용 공정성으로 분류되어 연구되고 있다.
- 조직 공정성은 심리적 계약의 위반을 이해하는데 있어 밀접한 관련을 가질 수 있는데, 조직에 의한 심리적 계약의 위반의 경우 구성원들이 기대가 조직에 의해 공정하게 분배되지 않았기 때문에 발생한다. 즉, 심리적 계약 위반의 밑바탕에는 개인이 조직과의 계약 속에서 교환되는 기대와 의무가 공정하게 교환되지 않았다는 지각이 존재한다고 볼 수 있다. 이는 심리적 계약 위반에 있어 많은 영향을 미치며, 개인이 심리적 계약 위반 정도를 판단하는 척도가 되기도 한다.

### 조직시민행동
- 직무수행과 관련한 조직 구성원들의 행동은 그 형태에 따라 크게 두 가지 유형으로 분류 할 수 있는데, 조직 구성원들에게 공식적으로 요구되는 직무상 행동(In-role behavior)과, 조직 구성원이 자발적으로 행하는 직무 외 행동(Extra-role behavior)이 이에 해당하며, 조직시민 행동은 이러한 직무 외 행동을 가장 잘 대표하는 개념으로 볼 수 있다.
- Organ(1988)[43]은 조직시민행동을 자유재량의 행동으로써 공식적인 보상체제에 의해 인식되지는 않지만 정해진 규정 이상의 일을 수행함으로써 조직의 휴효성을 촉진시키는 행동으로 정의하였다. 조직시민행동은 타인을 돕는 행위, 경청하는 행위, 협동심을 도출하고, 인간관계를 강화하는 행위 등 다양한 행동들의 형태로 나타날 수 있으며, 이러한 행동들은 조직유효성에 긍정적인 영향을 미친다.
- 호혜성의 원칙을 기초로 하는 심리적 계약의 측면에서 볼 때 조직구성원이 조직에 대한 자신의 공로와 가치를 인정받고, 높은 수준의 복지를 받고 있다고 지각 할 때 조직구성원은 이러한 조직의 우호적 지원에 보답하고자하는 일종의 의무를 갖게 되며, 이는 조직시민행동의 형태로 나타날 수 있다.[44]

조직시민행동의 5가지 요소
1. Altruism(이타성): 도움이 필요한 상황에 처한 다른 구성원들을 아무 대가 없이 자발적으로 도와주는 것으로, 업무 처리가 늦어지는 동료의 일을 함께 처리해 준다든지 새로 입사한 사원이 조직에 빨리 적응할 수 있도록 도와주는 것과 같은 행동을 말한다.
2. Conscientiousness(양심성): 각 구성원들이 자신의 양심에 따라 조직의 명시적, 암묵적 규칙을 충실히 준행하는 것이다. 예컨대 필요 이상의 휴식 시간을 취하지 않는 것, 회사의 비품을 개인 소유처럼 아껴 쓰는 것과 같은 행동이 여기에 포함된다.
3. sportsmanship(스포츠맨십,신사적 행동): 정정당당히 행동하는 것을 말하는데, 조직이나 다른 구성원과 관련하여 불만이나 불평이 생겼을 경우 이를 뒤에서 험담하고 소문내며 이야기하고 다니기보다 긍정적 측면에서 이해하고자 노력하는 행동을 말한다.
4. courtesy(예의성): 자신의 업무나 개인적 사정과 관련하여 다른 구성원들에게 갑작스레 당황스러운 일이 발생하지 않도록 미리 조치를 취하는 것을 말한다. 즉, 자신의 의사결정이나 행동에 따라 영향을 받을 수 이는 다른 구성원들과 사전적으로 연락을 취해 필요한 양해를 구하고 의견을 조율하는 행동이라 할 수 있다.
5. civic virtue(시민정신): 조직 내 다양한 공식적, 비공식적 활동에 관심을 갖고 적극 참여하는 행동이다. 조직 내 동아리 및 친목회 참여 등 다른 구성원들과 개인적인 교류를 맺는 사회적 활동, 조직 발전에 도움이 될 만한 개선안을 제안하는 것과 같은 변화주도적 활동 등이 여기에 포함된다.

## 참고 문헌
- Rousseau, Denise M(1995). Psychological Contracts in Organizations: Understading and Unwritten Agreements. Sage Publications.
- Conway, Neil(2005). Understanding Psychological Contracts at Work: A Critical Evaluation of Theory and Research. Oxford University Press, USA.
- George, Christeen(2009), The Psychological Contract: Managing and developing professional groups, Open University Press.
- Robinson, S.L. and Morrison, E.W. (2000), “The development of psychological contract breach and violation: a longitudinal study”, Journal of Organizational Behavior, Vol. 21.
- 유민봉 외 2인(2012). 심리적 계약이 이직의도 및 동기부여에 미치는 영향: 직장가족주의 성향의 조절 효과. 『행정논총』, 제 50권 4호.
- 김판석, 정성호(2012). 공공부문의 심리적 계약 강화: 인사혁신의 새로운 대안, 『한국인사행정학회보』, 제 11권 제2호.
- 황영호(2016), 공공부문 조직에서 심리적 계약위반이 직무만족, 조직몰입, 조직시민행동 및 이직의도에 미치는 영향, 정치정보연구, 제9권 제2호.
- 정윤길, 이규만(2012). 심리적 계약이 조직성과에 미치는 영향과 리더-구성원 교환관계의 매개효과, 『한국정책과학학회보』, 제16권 제3호.
- 김태은(2000), 조직공정성과 심리적계약위반의 영향에 따른 조직구성원의 태도변화, 이화여자대학교 대학원 논문.
- 박영석, 여하나(2001), 심리적 계약의 네 가지 유형: 거래적, 관계적, 안정적, 그리고 발전적 계약, 한국 심리학회지, Vol4.
- 권상순, 이진규, 1996, 심리적 계약에 관한 연구(계약불이행에 관한 개념적 모형), 한국 경영학회
- 김명언, 민혜경(1999), 심리적 계약: 계약내용과 계약위반의 부정적 효과, Korean Journal of Industrial and Organization Psychology.
- 김용순, 함용석(2014). 심리적 계약위반이 사회적 후원과 이직의도에 미치는 영향, 관광레저연구, 제26권 제1호.
- 정대용, 이원행. 사회적 교환관계와 심리적 계약이 조직유효성에 미치는 영향.
- 이영록(2012), 외식업체 비정규직구성원의 심리 계약반이 조직신뢰 상사신뢰에 한 연구, 경기대학교 관광전문 대학원 석사논문.
- 정윤길, 이규만(2012). 심리적 계약이 조직성과에 미치는 영향과 리더-구성원 교환관계의 매개효과, 한국정책과학학회보, 제16권 제3호.
- 서로(2012). 중국공무원의 심리 계약이 직무만족도와 이직의도에 미치는 영향에 대한 연구, 건국대학교 행정학과 대학원 석사학위 청구논문.
- 하종원(2001), 고용형태에 따른 심리적 계약이 이직의도 및 직무만족에 미치는 영향, 서강대학교 대학원 학위논문.
- 강지현 외 2인(2014). 골프장 직원들의 심리적 계약에 따른 동기부여 및 조직성과 간의 관계, 한국체육과학학회지, 제23권 제1호.
- 김용순, 이남겸(2013). 심리적 계약이 조직에 대한 신뢰와 업무태도에 미치는 영향, 관광레져연구, 제25권 제7호.
- 장림 외 2인(2013), 스포츠관련 학과 교수들이 인식하는 심리적 계약 위반이 조직신뢰, 조직시민행동 이직의도에 미치는 영향, 한국스포츠산업 경영학회지, 제18권 제4호.
- 김판석, 정성호,(2012), 공공부문의 심리적 계약 강화: 인사 혁신의 새로운 대안, 한국인사행정학회보, 제11권, 2호.
- 이정일(2011), 조직 충성심과 신뢰를 높이는 비결: 심리적 계약, 삼성경제연구소, SERI 경영노트, 제 116호.